# Consuelo
Consuelo är en kommun i Dominikanska republiken. Den ligger i provinsen San Pedro de Macorís. Antalet invånare i kommunen är cirka 30 000.

## Kända personer
- Sammy Sosa, basebollspelare[3]